# The Wheels on the Bus
The Wheels on the Bus (ou Les Roues de l'autobus en français) est une chanson enfantine en anglais d'origine américaine. 

## Paroles en anglais
Les paroles de la chanson en anglais sont:
The wheels on the bus go,

Round and round,

Round and round,

Round and round.

The wheels on the bus go

Round and round,

All through the town.

The wipers on the bus go,

Swish, swish, swish,

Swish, swish, swish,

Swish, swish, swish.

The wipers on the bus go

Swish, swish, swish,

All through the town.

The doors on the bus go,

Open and shut,

Open and shut,

Open and shut.

The doors on the bus go

Open and shut,

All through the town.

The Driver on the bus says,

"Move on back!

Move on back!

Move on back!"

The Driver on the bus says,

"Move on back!"

All through the town.

The babies on the bus go,

"Wah, wah, wah!

Wah, wah, wah!

Wah, wah, wah!"

The babies on the bus go,

"Wah, wah, wah!"

All through the town.

The mommy on the bus says,

"Shush, shush, shush,

Shush, shush, shush,

Shush, shush, shush."

The mommy on the bus says

"Shush, shush, shush",

All through the town.

The horn on the bus goes,

Beep, beep, beep,

Beep, beep, beep,

Beep, beep, beep.

The horn on the bus goes

Beep, beep, beep,

All through the town. 

The wheels on the bus go,

Round and round,

Round and round,

Round and round.

The wheels on the bus go

Round and round,

All through the town.

## En français
Les roues de l'autobus

Tournent et tournent

Tournent et tournent

Tournent et tournent

Les roues de l'autobus 

Tournent et tournent

dans toute la ville.

Les essuie-glaces du bus font,

Chui, chui, chui

Chui, chui, chui

Chui, chui, chui.

Les essuie-glaces du bus font,

Chui, chui, chui,

À travers la ville.

Les portes du bus font,

Ouvre et ferme,

Ouvre et ferme,

Ouvre et ferme.

Les portes du bus font

Ouvre et ferme,

À travers la ville.

Le chauffeur dans le bus dit,

"Allez au fond!

Allez au fond!

Allez au fond!"

Le chauffeur dans le bus dit,

"Allez au fond"

À travers la ville.

Les bébés dans le bus font,

"Ouin, ouin, ouin!

Ouin, ouin, ouin!

Ouin, ouin, ouin!"

Les bébés dans le bus font,

"Ouin, ouin, ouin!"

À travers la ville.

La maman dans le bus dit,

"Chut, chut, chut,

Chut, chut, chut,

Chut, chut, chut."

La maman dans le bus dit,

"Chut, chut, chut",

À travers la ville.

Le klaxon du bus fait,

Tut, tut, tut,

Tut, tut, tut,

Tut, tut, tut,

Le klaxon du bus fait

Tut, tut, tut,

À travers la ville.'

Les roues de l'autobus

Tournent et tournent

Tournent et tournent

Tournent et tournent

Les roues de l'autobus 

Tournent et tournent

dans toute la ville. 

## Reprise
L'autrice-compositrice-interprète américaine Melanie Martinez a repris la comptine dans sa chanson Wheels on the Bus.